# الملاك من البيت المجاور تغيظني
الملاك من البيت المجاور تغيظني  ( باليابانية : お隣の天使様にいつの間にか駄目人間にされていた件  تُنطق باليابانية :  اوتوناري نو تينشي ساما ني ايتسونومانيكا دامي نينغين ني ساريتيتا كين و يتُرجم حرفياً إلي : حالة الملاك التي تسكن بجواري تجعل حالتي مُنحط و غير مدرك ) هي سلسلة رواية خفيفة يابانية من تأليف المانغاكا سايكيسان ورسم هانيكوتو تصدر في موقع شوسيتسوكا ني نارو منذ يونيو 2019 وتم تحويلها لسلسلة مانغا عن طريق شركة GA بانكو و تم نشرها عبر شركة أس بي كريتيف  في يناير 2022 ومسلسل أنمي من إنتاج بروجيكت نو 9 صدر في 7 يناير 2023.

## القصة
يعيش اماني فوجيميا بمفرده في شقة في سكن الطلاب ، و تعيش بجواره أجمل فتاة في المدرسة ، ماهيرو شينيا ، فهي جارته. لم يتحدثوا أبدًا على الرغم من أنهم طلبة في نفس الفصل - حتى اليوم الذي رآها على الأرجوحة في أحد الأيام و ظلت السماء تمطر و اعراها مظلته.  و لتقوم ماهيرو برد الجميل ، تقدم له المساعدة في تنظيف المنزل و تنظيمه ، و تبدأ العلاقة  بينهما ببطء في الازدهار مع فتحهما المسافة بينهما .